# Dusona tibiatoria
Dusona tibiatoria är en stekelart som beskrevs av Horstmann 2004. Dusona tibiatoria ingår i släktet Dusona och familjen brokparasitsteklar. Inga underarter finns listade i Catalogue of Life.